# Melongena melongena
En México se le conoce como caracol burro (Melongena melongena); es una especie de gasterópodo marino perteneciente a la familia Melongenidae. Es una especie carnívora epifaunal.

## Clasificación y descripción
M. melongena es un molusco que pertenece a la clase Gasterópoda; orden Neogastropoda; familia Melongenidae. Concha grande (80 a 100 mm) de color marrón obscuro, con bandas amarillo-blanquecinas de diferente espesor, una a la altura del hombro, otra más ancha hacia la periferia, una banda central o subcentral más angosta y numerosas líneas por debajo. Concha de tamaño mediano, de entre 80-100 mm.

## Distribución
M. melongena se encuentra desde los Cayos de Florida hasta las Antillas. Es epifaunal y se encuentra en aguas salobres a lo largo de todo el Golfo de México.

## Ambiente
Habita en aguas marinas y salobres, asociado a manglar.

## Estado de Conservación
Hasta el momento en México no se encuentra en ninguna categoría de protección, ni en la Lista Roja de la IUCN (International Union for Conservation of Nature) ni en CITES (Convención sobre el Comercio Internacional de Especies Amenazadas de Fauna y Flora Silvestres).

## Ecología
Gasterópodos dioicos con fecundación interna, no hay dimorfismo sexual exterior, a excepción del pene en los machos. Su puesta en es en forma de cordón con cápsulas ovígeras córneas en forma de moneda. 
Permanecen en la localidad al menos que la alimentación escasee o la alimentación ya no sea adecuada al tamaño del organismo, seleccionando una mayor presa al aumentar el tamaño. La talla comercial es de 8 a 10 cm.